# Universele testmachine
Een universele testmachine (voorheen: trekbank, tensometer, drukbank of buigmachine) wordt gebruikt voor het uitvoeren van mechanische materiaalproeven op metalen, kunststoffen, keramieken, composieten of objecten. Een voorbeeld is het aan beide zijden inklemmen van een proefstaafje of coupon (CT), die daarna uit elkaar wordt getrokken tot breuk. Dit wordt een trekproef genoemd.

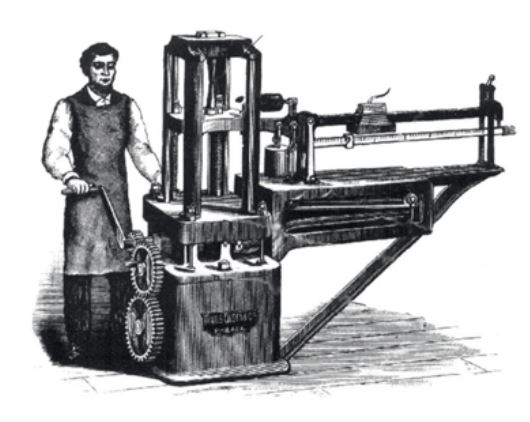
Eerste trekbank bedacht door de Noorse engineer Tinius Olsen, voor testen van plaatmateriaal dat werd toegepast in stoom machine ketels

## Geschiedenis
De eerste Universele Testing machine is in 1870 door de Noor Tinius Olsen geëngineerd in de VS. Er was een urgente vraag voor controle van de sterkte van plaatmateriaal. Zwak plaatmateriaal veroorzaakte frequente ketelexplosies, vooral op stoomboten die de Mississippi op en neer voeren.  
Olsen ontwierp en tekende nauwkeurige plannen voor de eerste standaard trekbank, met een capaciteit van 40.000 lbf (ongeveer 178.000 N). Zijn baanbrekende bijdragen aan het opkomende gebied van materiaaltesten omvatten diverse verticale en horizontale machines voor materialen die werden gebruikt bij de constructie van bruggen, locomotiefketels en andere industriële goederen.
In die tijd waren voor de meeste materiaaltests afzonderlijke machines nodig, elk voor een enkele testfunctie. De machine van Olsen kon nauwkeurig trek-, dwars- en drukproeven uitvoeren in één instrument, gehuisvest in een enkel frame. Het apparaat was compact, eenvoudig te bedienen en niet duur. Op 2 februari 1880 diende Olsen een patentaanvraag in voor een "nieuwe en nuttige verbetering in testmachines" en patentnr. 228.214 werd verleend op 1 juni 1880.

## Universeel

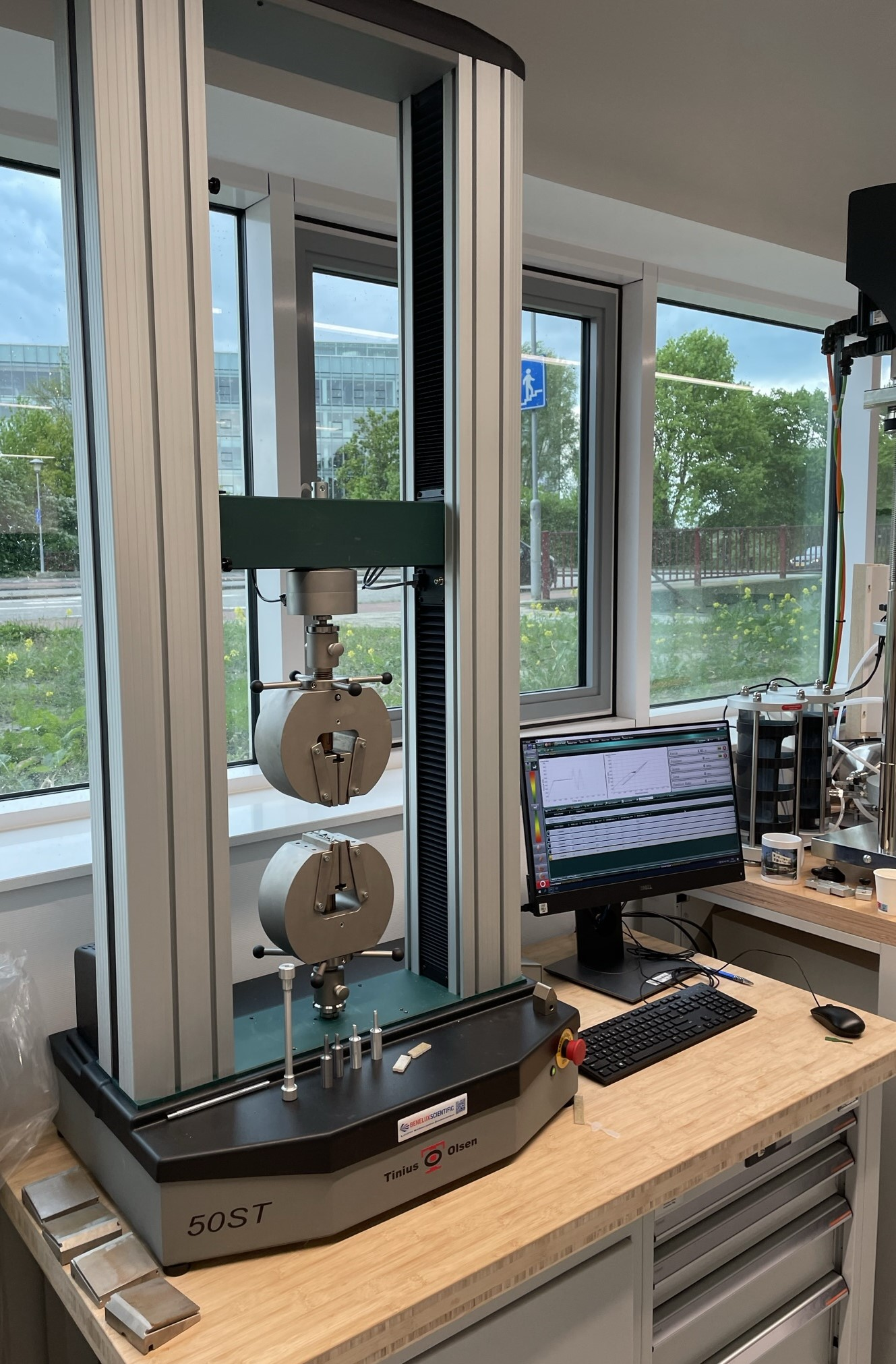
Trekbank 50 kN met trekklemmen en software

Voorheen hadden de mechanische beproevingen elk hun eigen testmachines, zoals de trekbank, drukbank en buigmachine. Tegenwoordig zijn de deze samengevoegd in moderne universele testmachines, die kunnen worden gebruikt voor  
- trekproeven,
- druktesten,
- buigproeven,
- vermoeiingsproeven,
- lapverbindingstesten,
- peltesten,
- schuiftesten.

Vele halen bereiken van enkele newtons (N) tot wel 1000 kilonewton (kN). De mogelijkheden worden tegenwoordig sterk bepaald door de software omdat bijna alle trekbanken computergestuurd zijn.  

## Variaties
De variaties in functies of extra onderdelen van de verschillende universele testmachines zijn: 

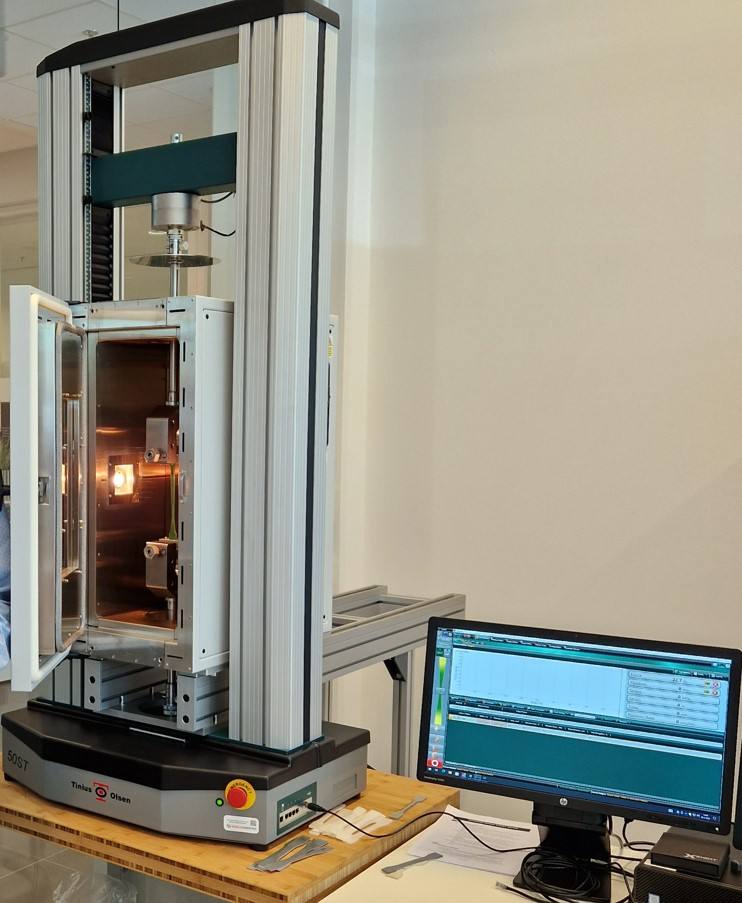
Trekbank voorzien van temperatuurkast en software voor aansturing en data-acquisitie

KlimaatkastVeel proeven vereisen een gecontroleerde standaard omgeving (temperatuur, vochtigheid, druk, etc.). Er zijn machines waar een gecontroleerde ruimte omheen kan worden geplaatst (klimaatkast) of enkel om het proefmateriaal. Men kan er bij meerdere machines ook voor kiezen deze te plaatsen in een speciale klimaatkamer.
Temperatuursensor of -regelaarVoor het bepalen van de juiste gecontroleerde standaard omgeving.
BelastingsframeMeestal bestaande uit twee sterke steunen voor de machine. Sommige kleine machines hebben een enkele steun.
Klemmen of klembekkenVoor het positioneren en fixeren van de proefstaven. Sommige machines meten de rek of deformatie aan de hand van de verplaatsing van de klembekken. Ook kunnen sommige machines de snelheid en spanning hiervan programmeren voor testen met cyclische spanningen, constante kracht, constante vervorming, enz. Elektromechanische, servohydraulische, lineaire aandrijving en resonantieaandrijving worden hiervoor gebruikt.
(Non-contact) extensometer of rekstrookjeVerplaatsingopnemers, als apart apparaat voor het meten van de rek of deformatie. Een extensometer is in principe een herbruikbare reksensor. Een rekstrookje is een reksensor, welke "meerekt" en om die reden eenmalig te gebruiken is. Het gaat hier meestal om lokale rekmetingen, eventueel meerassig (in meerdere richtingen). Aan een proefstaaf kan een clip-on extensometer worden bevestigd, die de rek van het proefstuk meet in de parallelle zone. Dit is vaak essentieel om een nauwkeurige e-modulus te bepalen tussen 0,05% en 0,25% verlenging. Na de modulus bepaling wordt de clip-on extensometer verwijderd, en kan de test worden voortgezet tot het proefstuk breekt. Bij contactloze extensometers bestaat er geen risico op beschadiging van de extensometer bij breuk van het sample. Ander voordeel van contactloos meten is in combinatie met een temperatuurkast, omdat de clip-on vaak niet bij extreem hoge en lage temperaturen kan functioneren.
Beeldcorrelatie-techniek of DICT (digital image correlation technique)Op het proefstaafje wordt een patroon geplaatst. Het patroon is een willekeurig gespikkeld patroon, welke zelf kan worden aangebracht met (spuit)verf of in de vorm van een sticker. Na de proef kan, aan de hand van de vervorming van het patroon, de rek of deformatie over het oppervlak van het proefstaafje worden afgelezen. Hier wordt dus niet alleen lokaal, maar over het hele patroonoppervlak in alle richtingen de rek gemeten. Dit is vergelijkbaar met een non-contact extensometer, waar in plaats van een patroon twee lijnen worden aangebracht op het proefstaafje.
Dynamometer of krachtsensorKrachtopnemer, als apart apparaat voor het meten van de belasting of spanning. Periodieke kalibratie is meestal vereist vanwege regelgeving of kwaliteitscontrole.
Data-acquisitie systeem (uitvoer)Tegenwoordig hebben veel machines de mogelijkheid te verbinden met een computer of een eigen computer met beeldscherm. Voorheen hadden machines dial of digitale displays en chart recorders, waarmee met een interface (met of zonder display) de meetopstelling werd ingesteld en na het meten de mogelijkheid tot aflezen of tot printen van de meetresultaten was.
Software 

Moderne testbanken worden meestal via een PC met software aangestuurd, waarbij de kracht-rek curve op het scherm wordt getoond. Voor verschillende materialen bestaan verschillende ISO en ASTM testmethodes en de betere softwarepakketten zijn voorzien van een bibliotheek waarin de testmethodes reeds zijn voorgeprogrammeerd.

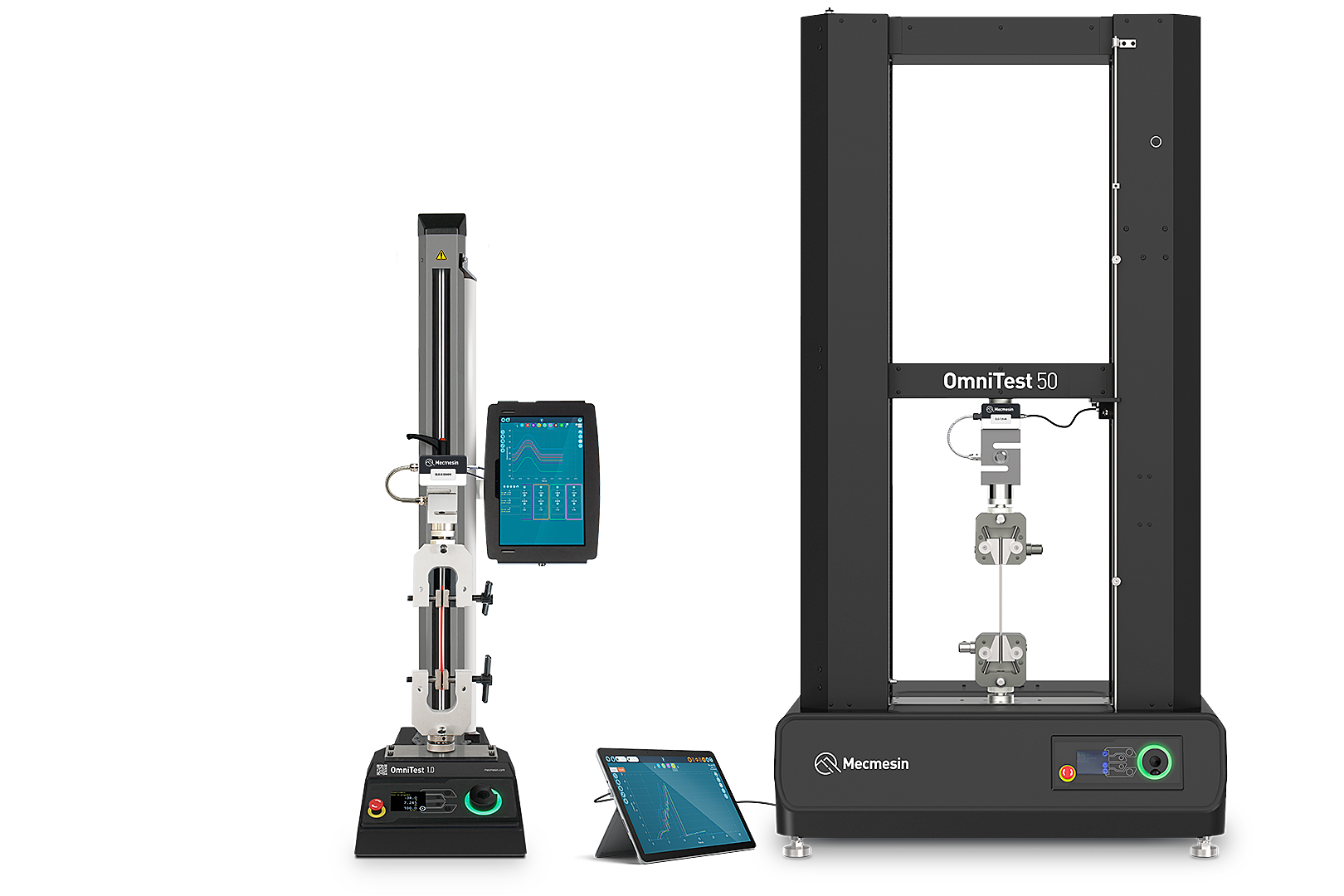
Voorbeeld van zowel een kleine trekbank met één kolom als een trekbank voor grotere krachten met twee kolommen.

## Trekbank
- 1: Treksterkte σUTS
- 2: Vloeigrens σY
- 3: Breuk
- 4: Verstevigings-gebied
- 5: Insnoerings-gebied
- A: Nominale spanning (F/A0)
- B: Ware spanning (F/A)
- rood: Nominale curve
- blauw: Ware curve

Meestal worden twee gegevens gemeten: 
- de lengte: door het uit elkaar trekken wordt de strip metaal langer;
- de kracht die gebruikt wordt voor het uit elkaar trekken: deze neemt toe totdat het stuk metaal begint te vloeien of breekt. Bij moderne trekbanken vindt de registratie van kracht en verplaatsing plaats via een computer met software. De software voert daarbij alle gewenste berekeningen uit.

Uit de kracht en de afmeting (doorsnede) van de teststrip kan de uitgevoerde spanning worden berekend.
Het resultaat van een test is een spanning-rekdiagram (ook wel 'trek-rekkromme' of 'trekcurve'). Dit is een diagram, waarin de spanning σ als gevolg van een trekkracht op een materiaal wordt uitgezet tegen de relatieve rek ε (verlenging als percentage van de oorspronkelijke lengte).
De proeven kunnen destructief of niet-destructief zijn. Bij een destructieve proef wordt de belasting opgedreven tot het materiaal bezwijkt. Een dergelijke proef stelt dus de breukspanning vast. Een niet-destructieve proef meet alleen de vervorming bij de aangelegde belasting. Een dergelijke proef stelt dus de elasticiteitsmodulus vast en bewijst, dat het stuk een bepaalde belasting aankan. Niet-destructieve proeven gebeuren op echte stukken. Destructieve proeven gebeuren op proefstukken of op enkele exemplaren van grotere series. Bruggen en andere kunstwerken worden dikwijls niet-destructief beproefd voor oplevering, om zeker te stellen dat geen defecten in materiaal of verwerking een te grote afwijking tussen echte en berekende sterkte geven. Proefstukken van beton ondergaan dikwijls een destructieve test.

## Normen
De normen voor een trekbank zijn als volgt gedefinieerd:
- EN ISO 6892-1 – Metallic materials - Tensile testing - Part 1: Method of test at room temperature (replaces EN 10002)
- EN ISO 7500-1/-2 – Metallic materials - Verification of static uniaxial testing machines
  - Part 1: Tension/compression testing machines - Verification and calibration of the force-measuring system;
  - Part 2: Tension creep testing machines - Verification of the applied force
- DIN 51220 – Materials testing machines - Generals for requirements and for verification and calibration of materials testing machines
- ASTM E4 – Practices for Force Verification of Testing Machines
- ASTM E74 E74 - 18e1 – Practice for Calibration of Force Measuring Instruments for Verifying the Force Indication of Testing Machines
- ASTM E83 – Practice for Verification and Classification on Extensometer Systems
- ASTM E1012-19 – Standaardpraktijk voor verificatie van testframe en monsteruitlijning onder toepassing van trek- en drukaxiale krachten[1][2]
- ASTM E1856-13(2021) – Standaardgids voor het evalueren van geautomatiseerde data-acquisitiesystemen die worden gebruikt om gegevens te verkrijgen van universele testmachines[3][4]
- JIS K7171 – Standard for determine the flextural strength for plastic material & products
- ISO 5893 – Rubber and plastics test equipment - Tensile, flexural and compression types (constant rate of traverse) - Specification